# Відкритий чемпіонат Швейцарії 1932
Відкритий чемпіонат Швейцарії 1932 — 17-й відкритий чемпіонат Швейцарії з хокею, чемпіоном став «Давос».

## Серія Схід

### Фінал Сходу
- «Давос» — «Санкт-Моріц» 6:2

## Серія Центр
| М  | Команда                | І | В | Н | П | Ш   | О |
| -- | ---------------------- | - | - | - | - | --- | - |
| 1. | Грассгоппер Клуб Цюрих | 2 | 2 | 0 | 0 | 7:0 | 4 |
| 2. | Цюрих СК               | 2 | 1 | 0 | 1 | 4:2 | 2 |
| 3. | «Академікер Цюрих»     | 2 | 0 | 0 | 2 | 0:9 | 0 |

- Грассгоппер Клуб Цюрих — «Академікер Цюрих» 5:0
- Цюрих СК — «Академікер Цюрих» 4:0
- Грассгоппер Клуб Цюрих — Цюрих СК 2:0

## Серія Захід

### Півфінали
- Ліцей Жаккар — «Шато де-Окс» 2:1
- «Розей» (Гштаад) — «Стар Лозанна» 6:0

### Фінал
- «Розей» (Гштаад) — Ліцей Жаккар 6:1

## Фінальний раунд
| М  | Команда                | І | В | Н | П | Ш    | О |
| -- | ---------------------- | - | - | - | - | ---- | - |
| 1. | «Давос»                | 2 | 2 | 0 | 0 | 9:1  | 4 |
| 2. | Грассгоппер Клуб Цюрих | 2 | 1 | 0 | 1 | 9:3  | 2 |
| 3. | «Розей» (Гштаад)       | 2 | 0 | 0 | 2 | 2:16 | 0 |

- «Розей» (Гштаад) — Грассгоппер Клуб Цюрих 1:9
- Грассгоппер Клуб Цюрих — «Давос» 0:2
- «Розей» (Гштаад) — «Давос» 1:7